# 창경궁
창경궁(昌慶宮)은 대한민국 서울특별시에 있는 궁궐로 조선 성종(1483년) 때에 건축하였다. 창경궁은 서쪽으로 창덕궁과 붙어 남쪽으로 종묘와 통하는 곳에 자리하고 있다. 또, 고려의 국새를 넘겨받은 수창궁(壽昌宮)의 청심정(淸心亭)과 동일한 이름의 정자를 가까이하고 있다. 조선 시대에는 창덕궁과 함께 동궐(東闕)이라고 하였는데, 담장 하나를 사이에 두고 서로 붙어 있으면서 서로 보완하는 기능을 가지고 있었다. 창경궁의 원래 이름은 수창궁(壽昌宮)과 매우 유사한 수강궁(壽康宮)으로 세종이 즉위하면서 상왕인 태종을 모시기 위하여 지은 것이다.
성종 14년(1483년) 세분의 대비를 모시기 위하여 새로 중건하고 이름을 창경궁으로 바꾸었다. 창경궁은 숙종이 인현왕후를 저주한 장희빈을 처형한 일과 영조가 사도세자를 뒤주에 가두어 죽인 일, 정조가 승하한 일 등 크고 작은 궁중 비극이 일어난 곳이기도 하다.
일제강점기에 동물원과 식물원, 이왕가박물관이 들어서고, 이름도 ‘창경원’(昌慶苑)으로 격하되는 등 수난을 겪었다. 1963년 1월에 사적 제123호로 지정되었고, 1983년에는 동물원과 식물원을 서울대공원으로 옮기고 이름도 창경궁으로 되찾았다.

## 역사

### 조선 초기
창경궁은 원래 1418년 세종이 즉위하면서 상왕인 태종을 모시기 위해 지은 수강궁(壽康宮, 태종이 세종에게 선위한 뒤 거처한 궁49)이 있던 곳이다. 성종 15년(1484년)에 대왕대비인 세조의 비 정희왕후 윤씨, 성종의 생모 소혜왕후 한씨, 예종의 계비 안순왕후 한씨를 모시기 위하여 수강궁을 확장하여 세운 별궁이 바로 창경궁이다. 세 사람을 위하여 따로 지은 대비궁, 경복궁, 창덕궁의 남향 배치와 구별지으려고 동향으로 배치하였다. 성종 때에는 정전인 명정전(明政殿), 편전인 문정전(文政殿), 침전인 수령전(壽寧殿), 그리고 환경전(歡慶殿), 경춘전(景春殿), 인양전(仁陽殿), 통명전(通明殿), 양화당(養和堂), 여휘당(麗暉堂), 사성각(思誠閣) 등이 건립되었으며, 궁의 둘레는 4,325척이었다.

### 임진왜란 이후

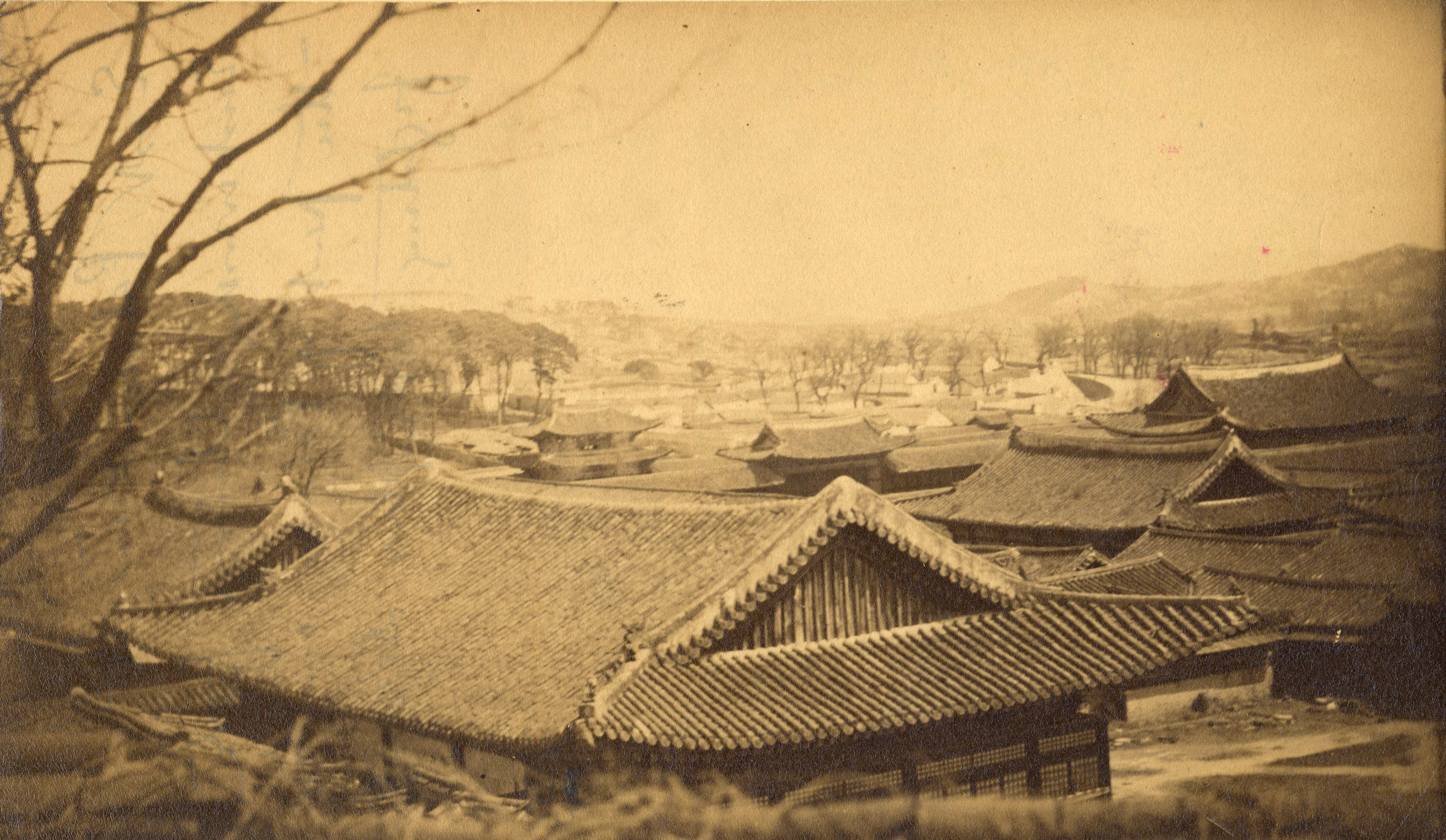
1884년 12월 조지 클레이턴 포크가 촬영한 모습.

창경궁은 임진왜란 때 왜군의 방화로 모두 소실되었다. 광해군 즉위초부터 중수가 진행되어 왔는데, 정세가 어수선하여 일시 공사가 정지되었다가 광해군 7년(1615년) 4월에 왕이 정릉동 행궁에서 창덕궁으로 다시 거처를 옮기면서 신하들의 반대 속에 창덕궁 영건의 공사에 다시 착수하였다. 이에 따라 주요 건물들을 재건하기 시작하여 이듬해 11월에 마무리되었다. 광해군 때 중건된 이후에는 창덕궁의 부속 궁궐로 활용되었으므로 창덕궁과 더불어 동궐로 불렸다. 창경궁 재건보다 7년 앞서 창덕궁이 먼저 재건되어 법궁이 됨에 따라 창경궁은 조선 전기에는 그다지 활용되지 않았으나, 창덕궁과 인접한 관계로 조선 왕조 역사의 중요한 무대로 활용되는 기회가 많아졌다. 창경궁은 잦은 화재로 건물이 소실되었다가 재건되기를 반복하였는데, 인조반정 후 이괄의 난으로 통명전·환경전·양화당 등 많은 건물들이 소실되었으며, 난이 진정된 후 1619년에 다시 중수되었다가 순조 때 화재로 다시 훼손되었다.
숙종 때에는 신사년의 변고와 신임년(신축년과 임인년)의 사화가 일어났다. 숙종은 장희빈을 총애하다가 장희빈이 숙종의 계비 민씨를 신사년 701년에 희빈을 처형하고 그의 일가를 숙청하였는데, 당시 희빈은 주로 궁내의 취선당에 거처하였다. 신축년(1721년)과 임인년(1722년)에는 왕세자의 즉위를 두럴싸고 노론과 소론이 대립하다가 노론의 대신들이 죽임을 당한 사건이 동궁 처소를 중심으로 벌어졌다. 영조 때에는 사도세자가 뒤주에 갇혀 죽는 사건이 창경궁에서 일어났다. 당시 세자가 갇힌 뒤주는 궁내 선인문 안뜰에 있었다.

### 일제강점기
창경궁은 순종이 즉위하고 나서 급속히 변형되기 시작하여 일제 강점기에 결정적으로 훼손되었다. 1909년 일본 제국이 대한제국 순종 황제의 마음을 달랜다는 이유로 강제로 창경궁 내부 궁문, 담장, 많은 전각들을 훼손하고 궁 안에 일본식 건물을 세우고, 동물원과 식물원을 만들어 유원지로 조성하였다. 권농장 자리에는 연못을 파서 춘당지라 불렀으며, 연못가에 정자를 짓고 궁원을 일본식으로 바꾸었다. 그 뒤쪽에는 식물관을 짓고, 동쪽에는 배양당을 지었으며, 통명전 뒤 언덕에는 일본식 건물을 세워 박물관 본관으로 삼았다. 또한 일제는 남아있는 건물들도 개조하여 박물관의 진열실로 만들었다. 1911년에는 자경전터에 2층 규모의 이왕가박물관을 새로 지었으며 창경궁의 명칭을 ‘창경원’으로 바꾸어 격하하였다. 1915년에는 문정전 남서쪽 언덕 위에 창경궁 장서각을 건립하였고, 1922년에는 벚꽃을 수천 그루 심어 벚꽃숲을 만드는가 하면 1924년부터 밤 벚꽃놀이를 열었다. 일제침략기에 일본인들에 의하여 창경원으로 전략하면서 대부분의 건물이 철거, 훼손되었다. 또한 창경궁과 종묘 사이를 가르는 도로는 1912년 일제가 계획하였으나, 종묘가 훼손될 것을 우려한 순종이 반대하여 건설이 미루어졌고, 순종이 세상을 떠나자 곧바로 공사가 강행되어 1932년에 도로가 났다. 그러나 1980년대 후반의 발굴, 복원 공사로 명정전, 문정전 일곽만이 복구되었다.

### 해방 이후
창경궁은 해방 이후에도 계속 동·식물원으로 쓰이다가 1981년 대한민국 정부에서 창경궁 복원 계획이 결정되면서 원형을 되찾기 시작하였다. 1983년 12월 31일자로 공개 관람이 폐지되고 명칭도 창경원에서 다시 창경궁으로 회복되었으며, 이듬해인 1984년 1월 수정궁의 철거를 시작으로 6월에는 동물 사육장을 폐쇄한 뒤 서울대공원으로 이관하였다. 1986년 8월까지 동물원과 식물원 관련 시설과 일본식 건물을 철거하고 없어졌던 명정전에서 명정문 사이 좌우 회랑과 문정전을 옛 모습대로 회복하여 1986년 8월 23일 일반에 공개하였다. 1992년에는 일본식 건물인 장서각이 철거되었다.

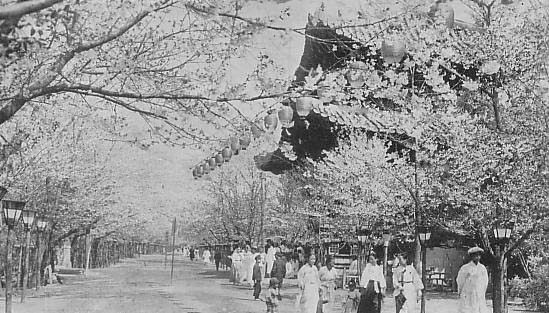
1930년대 창경궁

## 건축

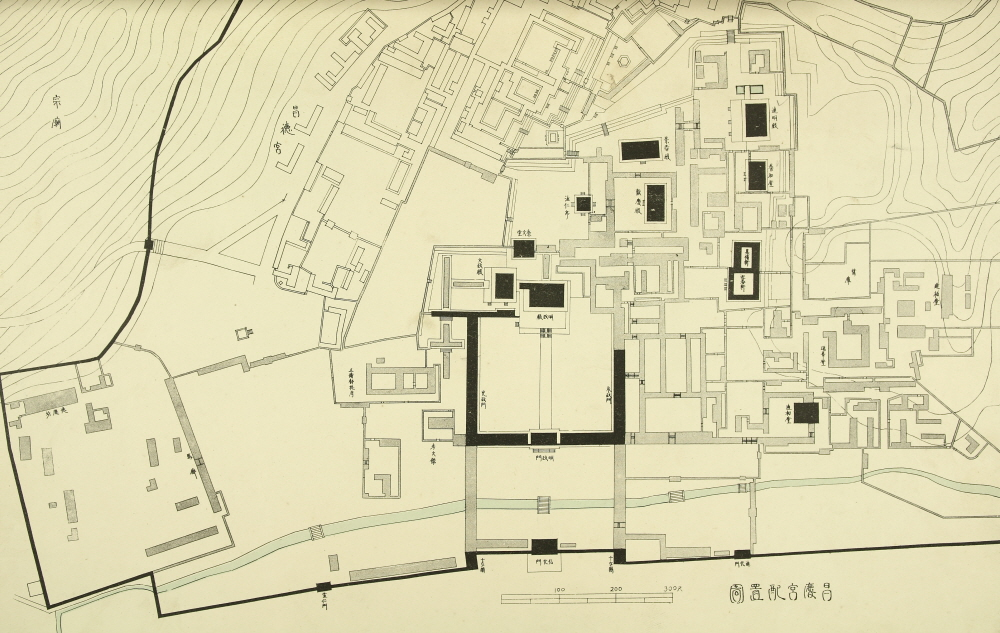
조선고적도보의 창경궁 배치도.

창경궁이 위치한 곳은 서쪽으로 창덕궁과 붙어있고 남쪽으로 종묘와 통하였다. 창경궁은 조선시대 왕궁 가운데 유일하게 동향으로 자리잡고 있다. 남향을 하지 않고 동향을 한 이유는 이 궁이 별궁으로 조성되었기 때문으로 여겨지며, 지형상으로도 동향이 적합하였던 듯하다.
현재 창경궁에는 조선시대 건물로는 명정전(국보 제226호), 통명전(보물 제818호), 홍화문(보물 제384호), 숭문당·함인정·환경전·경춘전·양화당·집복헌·영춘헌·관덕정·월근문·선인문·명정문과 명정전 회랑(보물 제381호)이 있고, 석조물로는 옥천교(보물 제386호), 풍기대(보물 제846호), 관천대(보물 제851호), 창경궁내 팔각칠층석탑(보물 제1119호)이 있다. 현 낙선재(樂善齊) 지역은 원래 창경궁에 소속되었었으나 지금은 창덕궁 경내에 있다.
창경궁의 정전이고 명정전이고, 명정전의 출입문인 명정문은 중문이며, 궁궐의 정문은 홍화문이다. 홍화문의 좌우에는 익각이 있고, 홍화문을 들어서면 앞을 가로질러 흐르는 옥천에 옥천교가 있다. 이 다리를 지나면 바로 명정문이 나오는데, 창경궁은 경복궁의 흥례문, 창덕궁의 진선문에 해당하는 문이 없어 홍화문에서 바로 명정문으로 들어가도록 구성된 점에서 다른 규모에 비해 규모가 작고 격식이 떨어진다. 창경궁의 중심 건물인 홍화문, 명정문, 명정전은 중심축에 맞추어 놓여 있으나, 지형을 살려 건물을 배치하였기 때문에 반듯하게 좌우 대칭을 이루지 않고, 주변 행각도 이에 맞추어 약간 틀어져 있다.

### 입구

#### 홍화문
홍화문(弘化門)은 창경궁의 정문이다. 정면 3칸, 측면 2칸의 중층 우진각지붕으로 동향이며, 문 왼쪽인 서북쪽 모서리에 계단이 있어서 위층으로 오르내릴 수 있다. 대한민국 보물 제384호로 지정되어 있다. 1484년에 세웠으나 임진왜란때 불탄것을 1616년에 다시 지어서 현재에 이르고 있다.
조선시대에 왕이 백성을 만나는 일은 흔치 않았다. 그런데 영조는 홍화문 앞에서 균역법에 대한 찬반 여부를 백성에게 직접 물었고, 효심 깊은 정조는 어머니 혜경궁 홍씨의 회갑을 기념하여 백성에게 손수 쌀을 나누어 주며 기쁨을 함께했다.

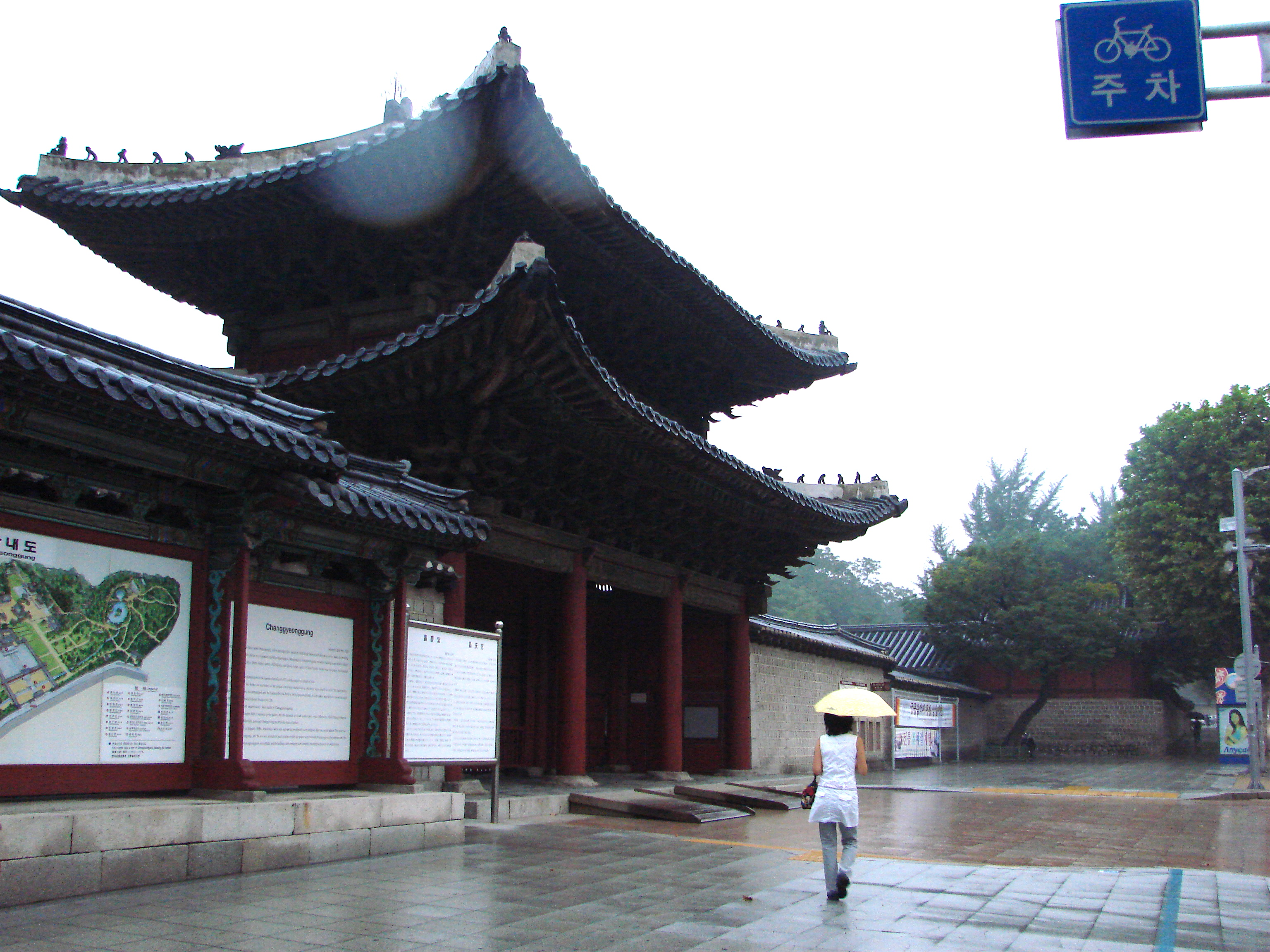
홍화문

#### 옥천교
창경궁 금천 위에 놓은 다리이다. 대한민국 보물 제386호로 지정되어 있으며 창건 당시의 모습 그대로 남아있다.
모든 궁궐 마당에는 시냇물이 흐른다. 법전이 있는 궁궐의 안족과 외부의 공간을 구분하는 역할을 하며, 궁궐 뒤의 산과 짝을 이루어 좋은 운을 불러들이는 길지가 되라고 궁궐 앞쪽에 일부러 낸 물길이다. 이를 '금천'이라 부른다. 창경궁의 금천은 옥천이라 부른다. 그래서 이 옥천에 놓인 다리가 '옥천교'이다.

### 외전
명정문을 들어서면 정면에 정전인 명정전이 있고 그 앞에는 자연석을 깐 넓은 마당이 있으며, 가운데 좌우로 품계석(品階石)이 놓여 있다. 이 부분은 사방이 행랑으로 둘러싸여 있다.

#### 명정문
명정문(明政門)은 창경궁의 정전인 명정전의 출입문이다. 명정문은 홍화문과 같이 동향을 하였는데, 명정전으로 이어지는 동서 중심축 선상에 정확하게 놓이지 않고, 남쪽으로 약 1.2m 벗어나 있다. 문의 좌우에 연결된 동행각을 명정문에 맞추어 배치하였기 때문에 행각으로 둘러싸인 명정전 앞뜰은 반듯한 사각형이 아니라, 약간 기울어진 모습을 하고 있다. 행각은 2칸 폭의 복랑이며, 경복궁의 행랑에 비해 높이가 낮다.

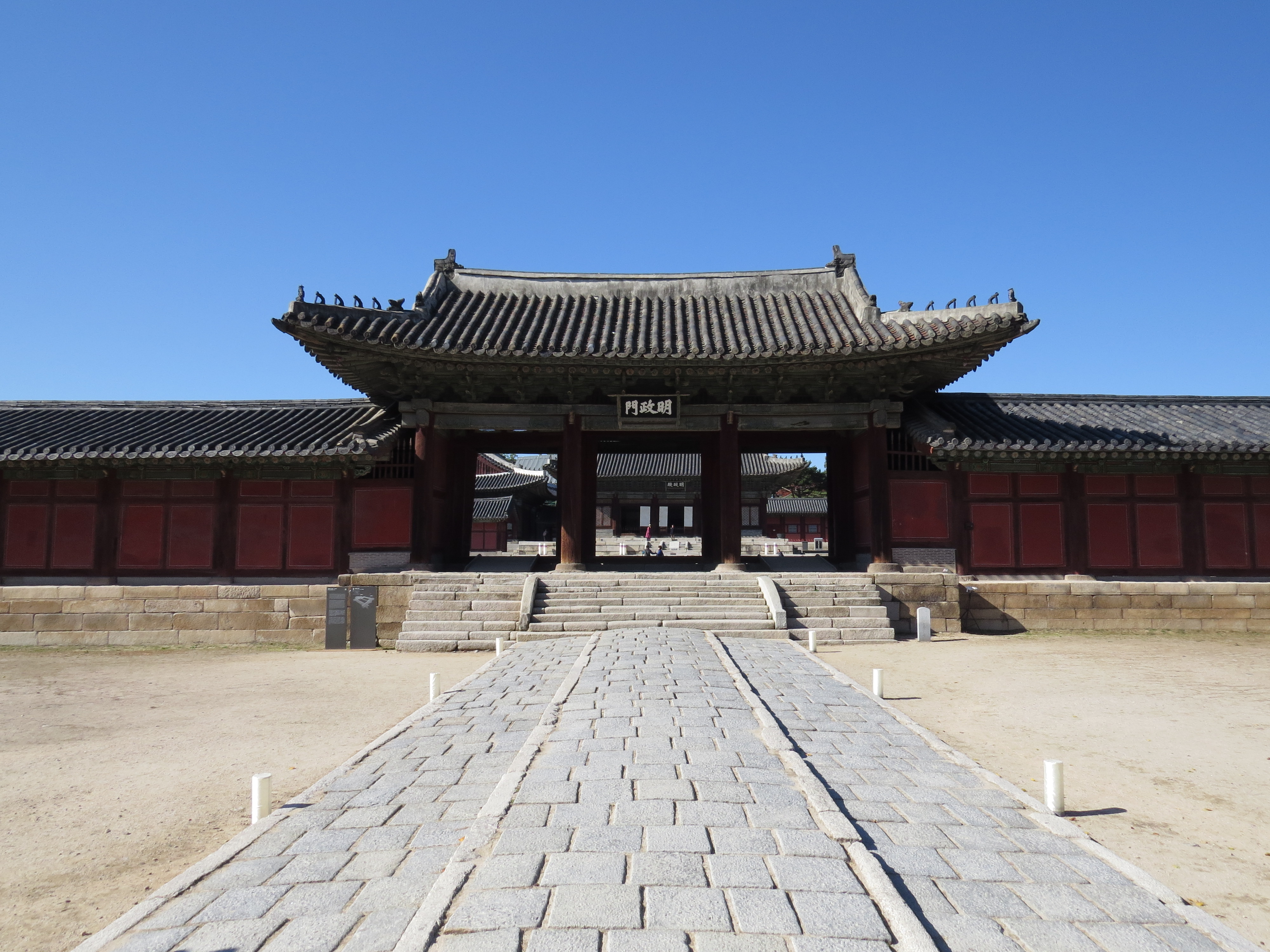
명정문. 문 뒷편에 명정전이 보인다.

#### 명정전
명정전은 창경궁의 정전이다. 대한민국 국보 제226호로 지정되어 있다. 정전은 성종 15년(1484년)에 창건되었다가 임진왜란으로 소실된 것을 광해군 8년(1616년)에 중건한 건물로 현존하는 조선시대 궁궐의 정전 가운데 가장 오래되었다. 2단의 월대 위에 정면 5칸, 측면 3칸의 단층 팔작지붕 건물로 지어, 중층인 경복궁이나 창덕궁의 정전보다 격식이 낮다. 특이한 점으로는 건물 뒤쪽에 퇴칸 형식의 월랑을 두고 있으며, 건물 내부의 앞쪽으로 고주를 세우고 뒷부분 기둥은 모두 생략하였고, 정면 양 협칸의 벽면 하부를 전복돌로 쌓아 점을 들 수 있다. 명정전은 뒤쪽 터가 높게 경사져 있어, 뒤를 제외한 세 면에만 경사지에 맞추어 월대를 조성하였고, 좌향도 지세에 흐름을 맞추었기 때문에 정문인 명정문의 중심과 축이 일치하지 않는다.

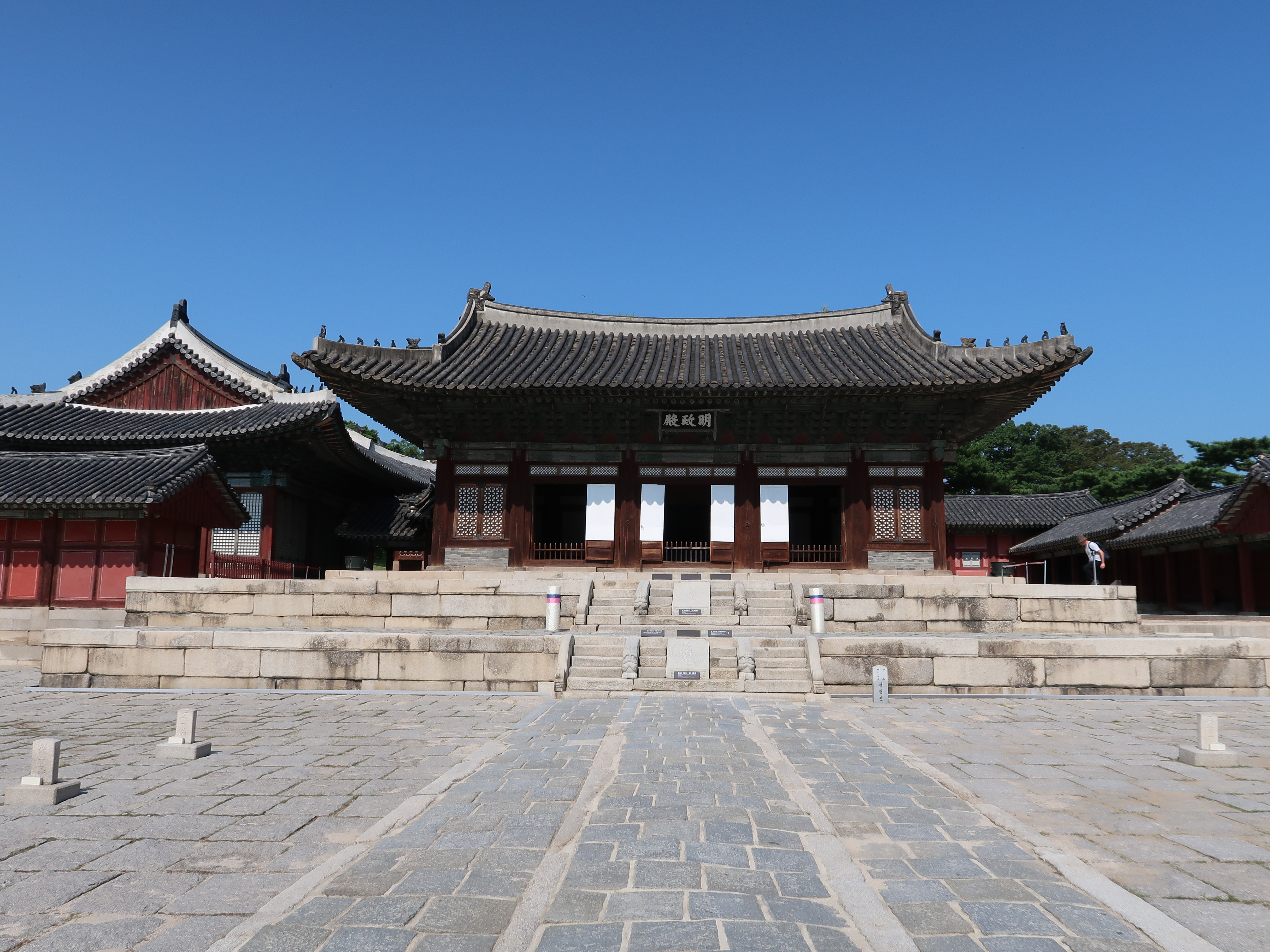
명정전. 뒷편에 문정전이 보인다.
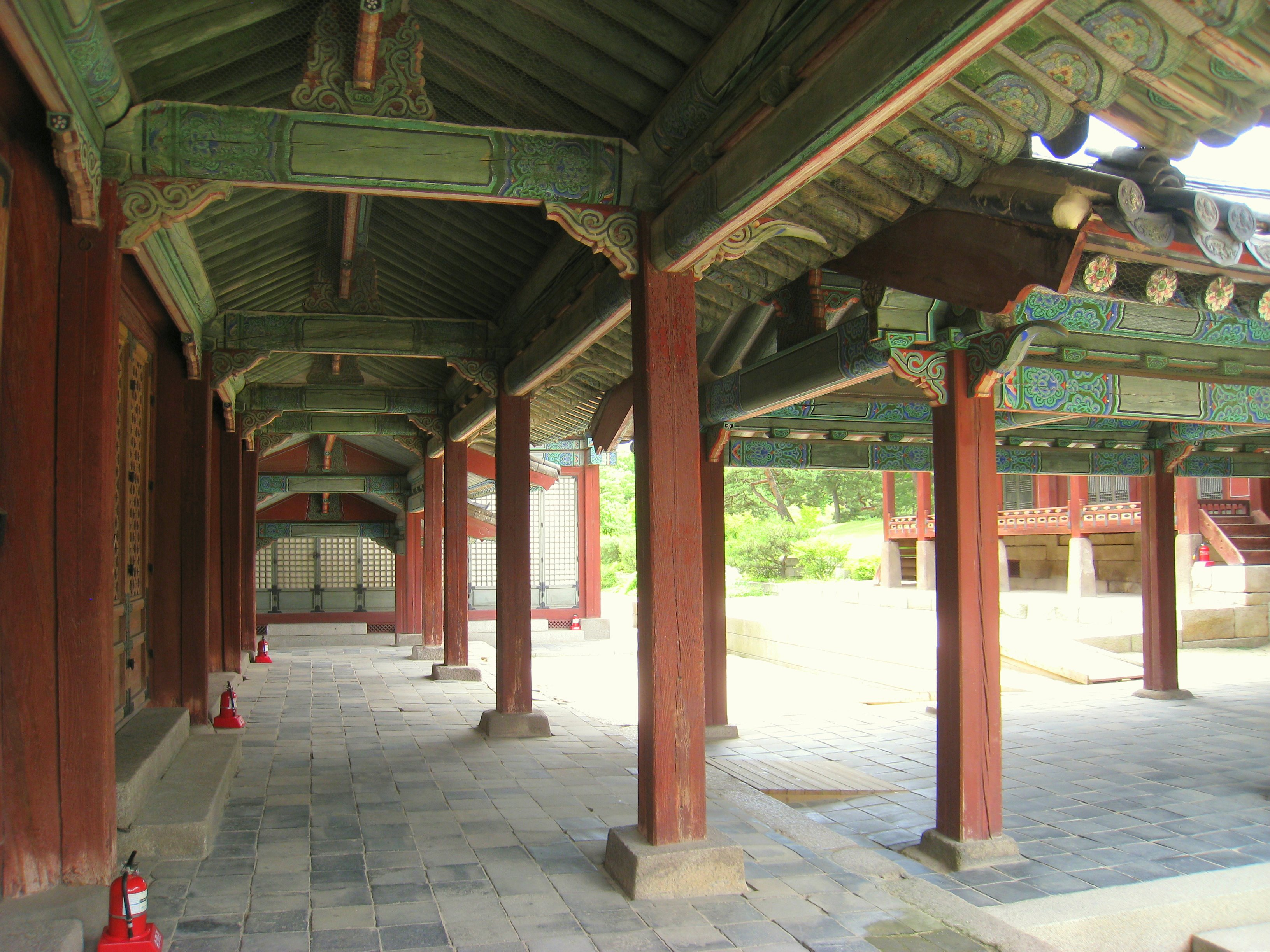
명정전 뒷쪽 통로.

#### 문정전
왕이 일상 업무를 보던 곳이다.
창경궁의 편전인 문정전은 명정전의 오른쪽인 남쪽으로 명정전과 직교하며 서 있다.
여기서 사도세자의 임오화변이 시작되었다. 실제로 죽은 곳은 선인문 쪽이라 한다. 원래 12칸이었으나 복원 때 9칸으로 복원하였다. 동궐도에서 보면 문정전 주변에 회랑이 쳐져있다.

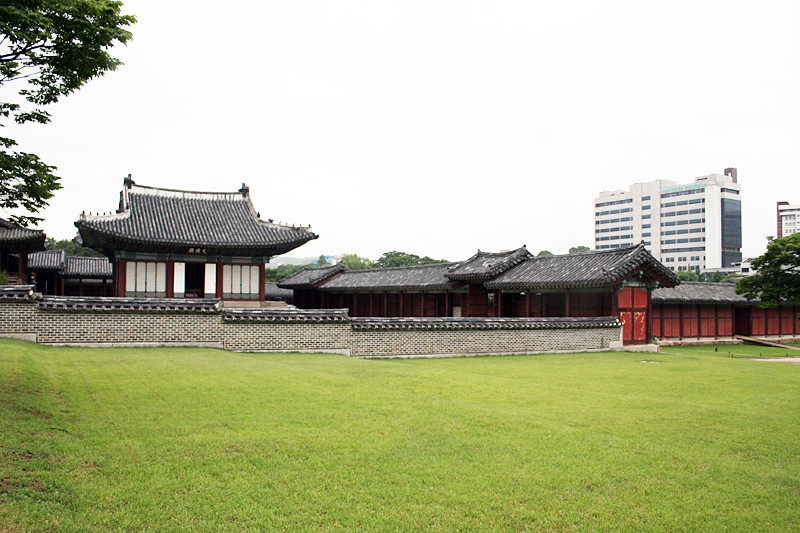
남쪽에서 바라본 문정전
문정전

#### 숭문당
숭문당(崇文堂)은 명정전의 후전에 해당하는 건물로 1830년에 다시 세웠다. 임금이 신하들과 경연을 열어 정사와 학문을 토론하던 곳으로, 왕이 태학생들을 접견하여 주연을 베풀었던 곳이다. 앞쪽에 설치한 누각형 툇마루로 출입하였고, 영조 임금의 친필 현판이 현재까지 남아있다.

### 내전
숭문당 밖으로는 내전의 전각들이 전개된다. 숭문당의 서북쪽으로 함인정이 있고, 그 좌우로는 담이 둘러져 있다. 이 담 뒤편으로 환경전·경춘전 등의 침전이 있고, 그 북쪽으로 내전의 정전인 통명전이 있다. 환경전에서 통명전으로 이르는 일대는 왕과 왕비가 기거하던 곳으로, 다른 공간에 비해 상대적으로 격식이 높게 잘 다듬어져 있다.

#### 함인정
원래 연산군때 지은 인양전이 있던 터이나 왜란때 타버렸다. 인조가 인조반정 후 인왕산 밑에 인경궁에서 헐어다가 옮겨지었다. 함인정 부근은 마당이 넓어 임금이 신하들을 접견하는 장소로 많이 사용되었다. 원래 함인정은 전면 열린 공간이 아니었다. 3면은 막힌 공간이었다. 함인정과 환경전 사이에 공묵합이라는 전각이 있었으나 소실되어서 현재는 없다.

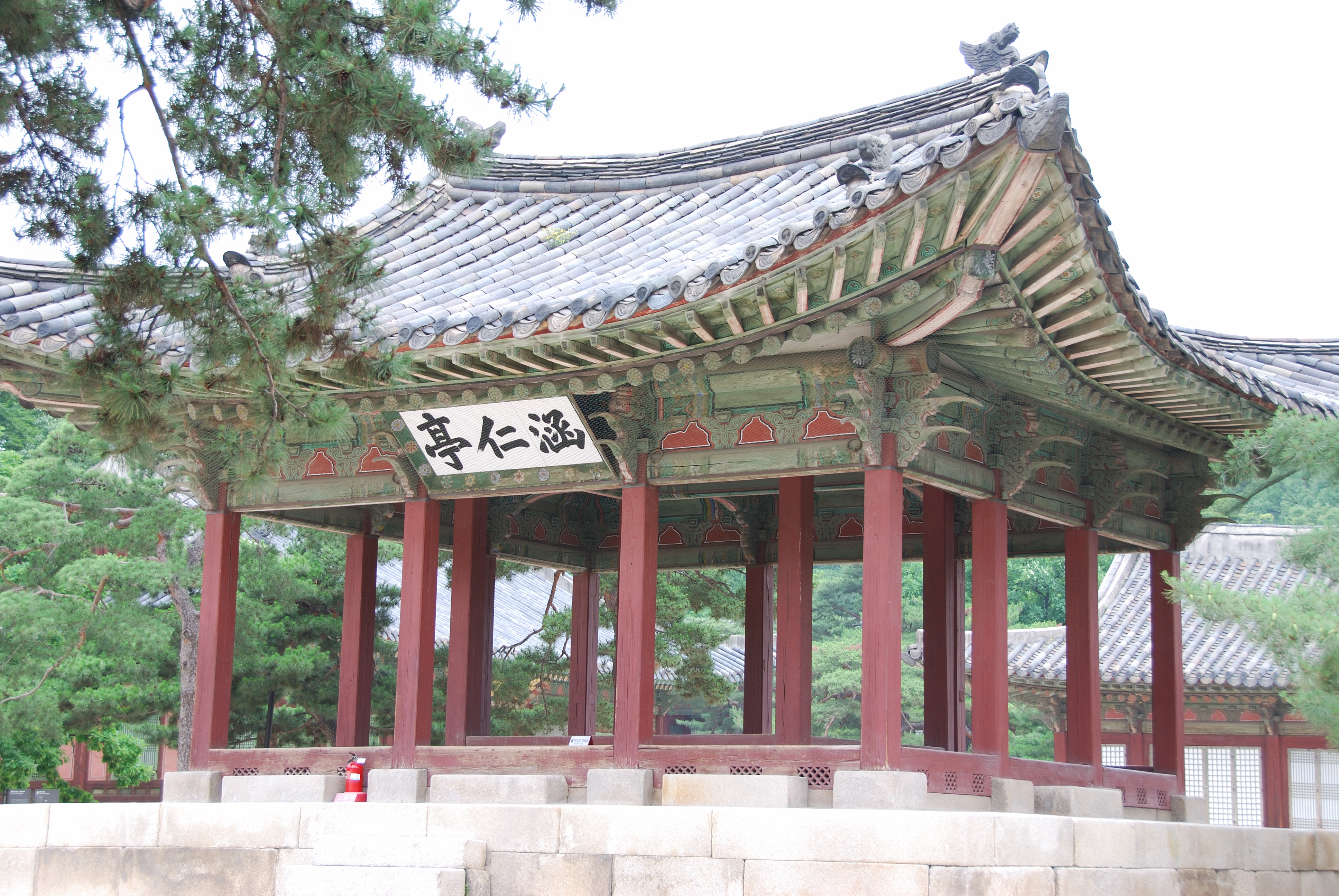
함인정
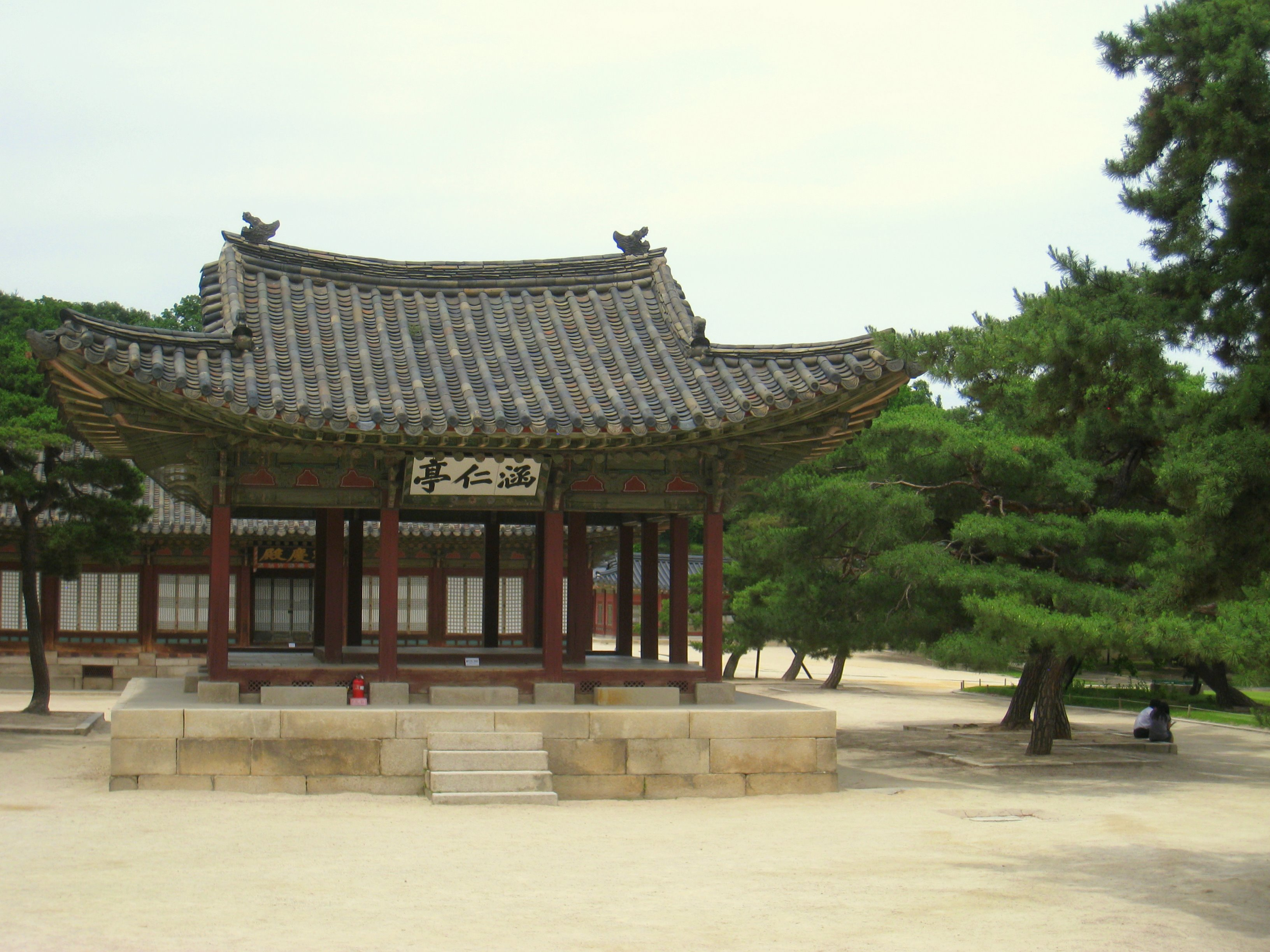
함인정

#### 경춘전
원래 대비전으로 쓰인 건물이다.
인수대비가 거처하던 곳으로 혜경궁 홍씨가 거쳐하던 곳이기도 하다. 정조, 헌종이 이곳에서 태어났다고 하였다. 또, 인수대비와 인현왕후, 혜경궁 홍씨가 승하한 곳이다.

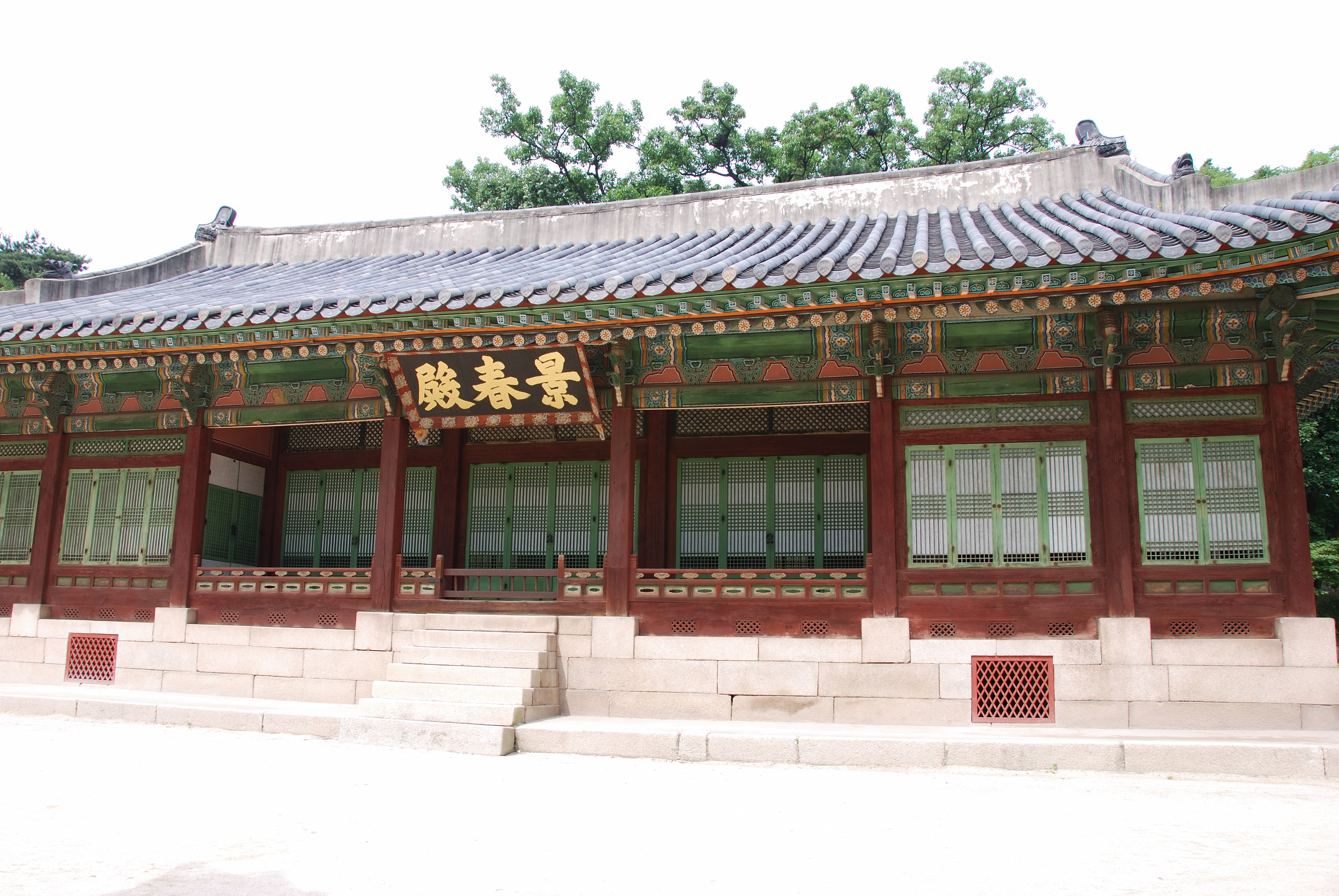
경춘전

#### 환경전
환경전 또한 침전임에도 불구하고 용마루가 있다. 또한 중종이 환경전에서 훙서하였으며, 세자 시절의 광해군, 광해군의 세자 이지, 소현세자 등이 거처하였다가 소현세자 사후 1652년(효종 3년) 14세까지 숭선군이 여기서 거처하였다.

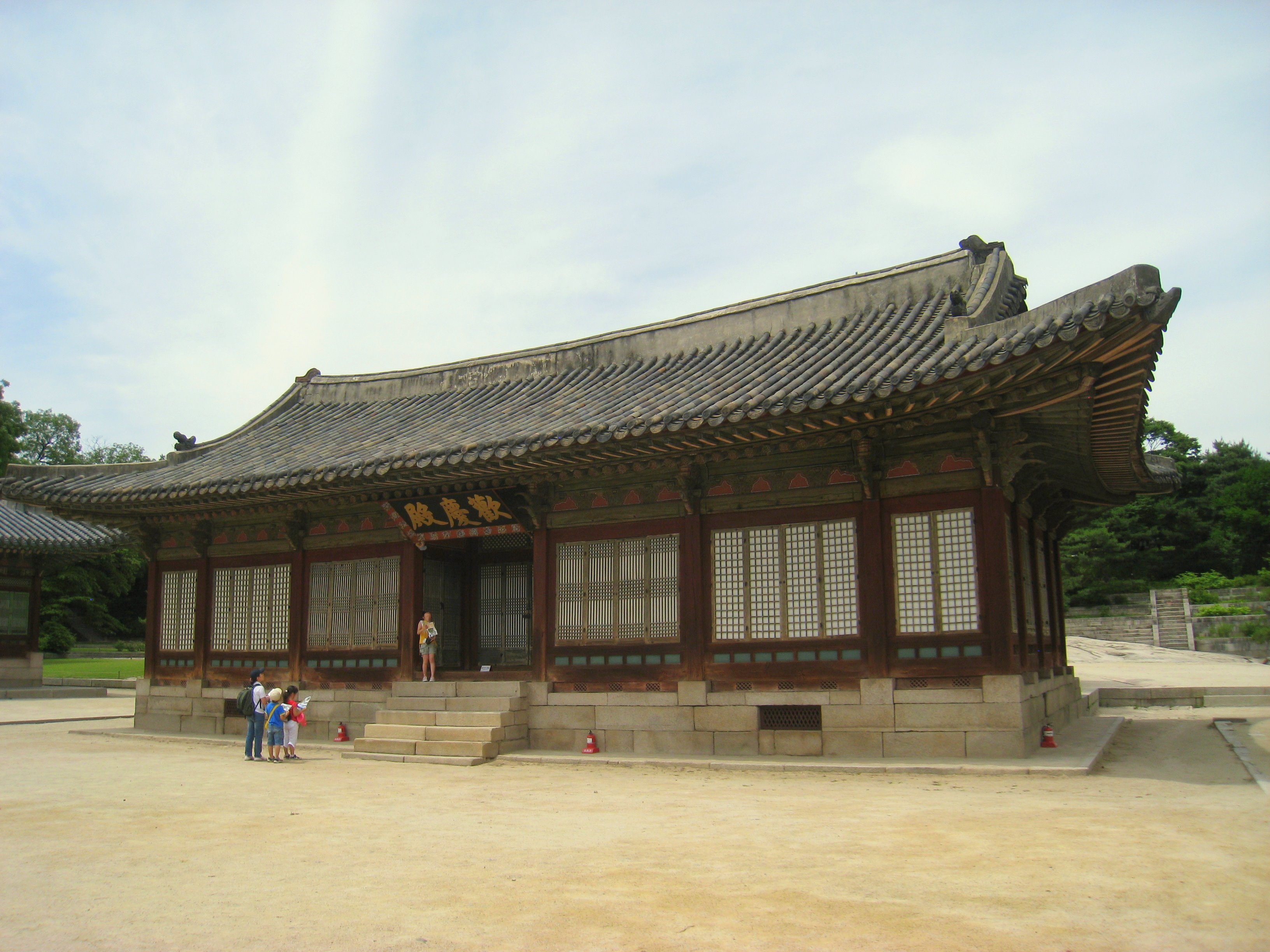
환경전

#### 함양문
창덕궁과 통하는 문이다. 후원 입구 우측에 자리하고 있다.

#### 통명전
보물 제818호. 통명전은 창경궁에 있는 왕과 왕비의 침전 겸 연회용 건물이다. 명정전 서북쪽 궁궐 안 가장 깊숙한 곳에 자리잡았는데, 동쪽에 있는 환경전과 함께 남향하고 있다. 창경궁 창건 때인 1484년에 지은 건물은 임진왜란 때 불타고, 1616년에 재건하였으나, 다시 정조 14년(1790년)에 불에 타 소실되었다. 지금의 건물은 순조 34년(1834년) 창경궁의 전각 대부분을 재건할 때 지은 것으로, 건물은 정면 7칸, 측면 4칸 규모인데, 정면 5칸, 측면 2칸을 감싸며 퇴칸이 설치된 형식을 하고 있다. 지붕은 팔작지붕이며, 창덕궁 대조전과 같이 용마루가 없다.
동궐도에는 이 건물이 터만 남은 것으로 보아 순조33년 이전에 불탄 것으로 보이며 숙종 때 장희빈이 인현왕후를 모해하기 위해 통명전 뜰에다가 저주하는 물건을 심어다놓았다 발각되어 죽임을 당했다.

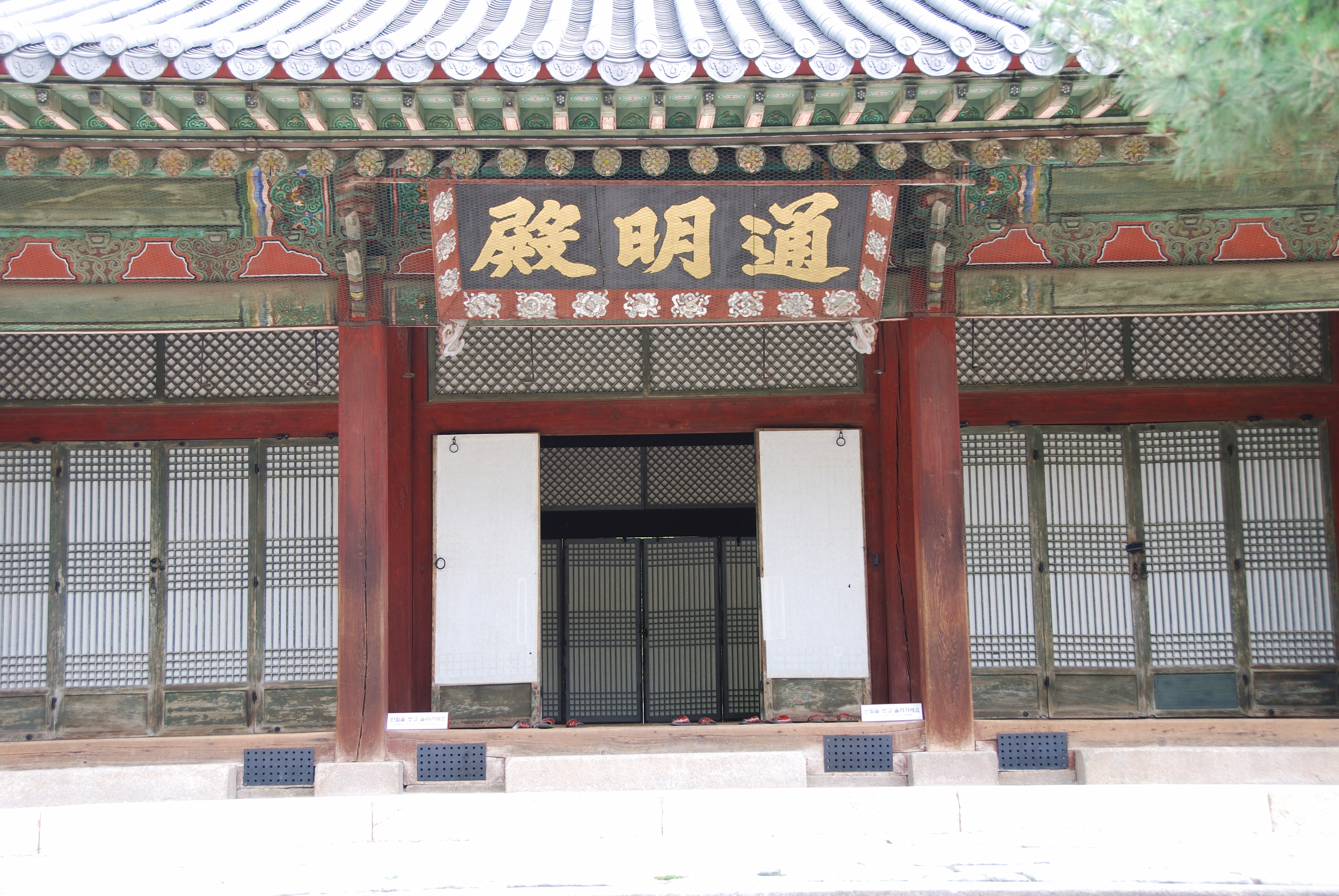
통명전
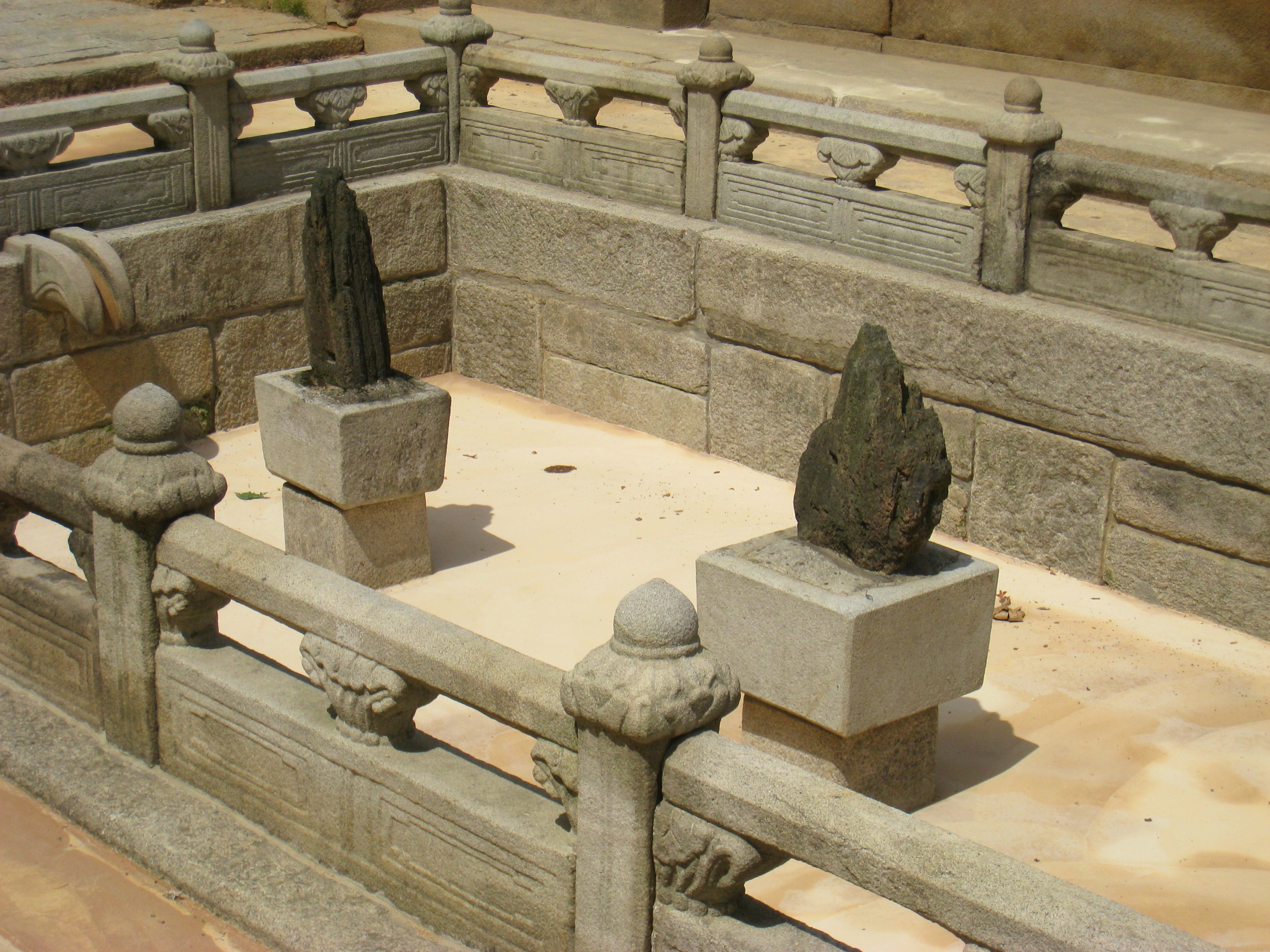
통명전 연못 일부

#### 양화당
양화당(養和堂)은 왕비의 생활 공간으로 1484년(성종 15년)에 지어졌다. 임진왜란과 이괄의 난, 병자호란으로 인해 불에 탄 것을 매번 다시 지었으며 1830년(순조 30년) 또다시 불에 탄 것을 1843년에 다시 지어 오늘에 이르고 있다. 병자호란이 일어났을 때 인조는 남한산성으로 피신하였다가 이듬해 돌아와서 이곳에 거처하기도 하였으며, 현판은 순조의 글씨이다. 양화당은 정면 6칸, 측면 4칸 규모의 단층집으로 네 귀에 모두 추녀를 단 팔작지붕을 얹었고 처마를 받치는 공포는 새 날개 모양의 익공 양식이다.

#### 영춘헌
영춘헌(迎春軒)은 창경궁의 북쪽에 있는 침전 건물이다. 정조의 서재였으며 이곳에서 승하했다, 정조 대 이후 왕들도 서재로 사용하였다. <동궐도(東闕圖)>(1824~1830)에 그려진 영춘헌은 집복헌의 동남쪽에 있지만 전면 공간은 담장으로 구획되어 별개의 영역을 형성하였다. 그런데 1830년(순조 30년) 8월 1일 환경전에서 시작된 화재로 함께 소실되었다. 현존하는 영춘헌은 1834년(순조 34년)에 중건된 건물로, 화재로 소실된 영춘헌을 다시 지으면서 이전과 달리 영춘헌과 집복헌이 이어져 유기적으로 연결되었으며 집복헌은 영춘헌의 부속 건물이 된, 현재와 같은 건축 형태가 완성되었다.

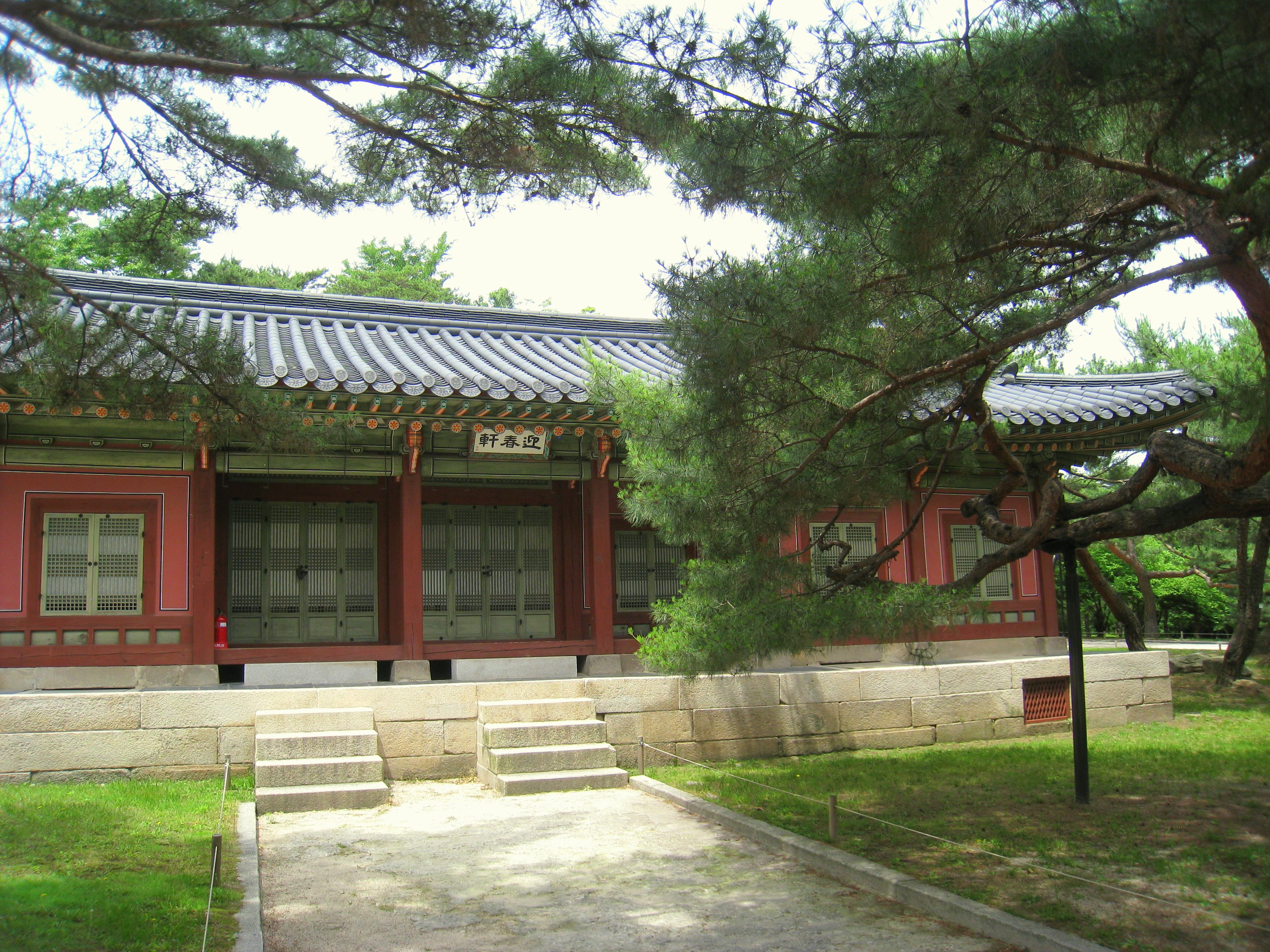
영춘헌

#### 집복헌
집복헌(集福軒)은 창경궁에 있었던 후궁들의 거처이다. 원래의 모습은 <동궐도(東闕圖)>(1824~1830)를 통해서 볼 수 있는데, 이때의 모습은 영춘헌의 북서쪽에 있으며 가운데 넓은 대청을 중심으로 좌우에 온돌방을 둔 중심 건물 뒤쪽으로 행각이 둘러싸 폐쇄적인 마당을 갖춘 형태이다. 그런데  1830년(순조 30년) 8월 1일 화재로 소실된 영춘헌을 1834년(순조 34년)에 다시 지으면서 이전과 달리 영춘헌과 집복헌이 이어져 유기적으로 연결되었으며 집복헌은 영춘헌의 부속 건물이 된, 현재와 같은 건축 형태가 완성되었다.

### 기타
동물들은 서울대공원으로 옮겨지고, 궁 안에 있던 벚나무는 모두 뽑아 없앴다. 이제 창경궁에서 벚꽃을 찾기 어렵다. 대신 잘 가꿔진 소나무가 볼만하다. 특히 춘당지 뒤쪽의 <한국자생식물화단>은 한국식물로서 월동이 가능한 중부지방 자생식물을 모아놓은 화단으로 세계적 희귀식물인 미선나무를 비롯해 400여 종 600여 포기가 심어져 있어 도시 어린이들이 자연생태를 익힐 수 있는 공간이다.
통명전의 서쪽에는 연못이 조성되어 있다. 연못은 남북 길이 12.8m, 동서 길이 5.2m의 장방형인데, 연못 위에는 길이 5.94m, 폭 2.56m의 간결한 돌다리가 동서로 놓여있다. 이 연못은 북쪽에서 약 4.6m 떨어진 샘에서 넘쳐나는 물을 직선으로 설치한 석구를 통해 폭포로 떨어지도록 고안하였다. 통명전 북쪽 언덕 위에는 환취정이 있다. 정자인 함인정은 정면 3칸, 측면 3칸의 정사각형 평면 건물로 이익공의 간결한 구조가 돋보인다.

#### 춘당지
춘당지(春塘池)는 원래 조그마한 연못이었으나 1909년 일제에 의해서 내농포(임금이 직접 밭을 일구고 농사의 풍·흉을 예측하던 곳)가 헐리면서 지금의 호리병 모양이 되었다.

1909년에 조성된 연못인 춘당지

#### 대온실
창경궁 식물원이라는 명칭으로 잘 알려져 있다. 일본인 후쿠바가 설계, 프랑스 회사가 시공을 담당하였고, 대한제국 순종 융희 원년(1907년)에 기공하여 융희 3년(1909년)에 준공하였다. 건축 당시에는 170여 평(약 570여m2)으로 동양 최대 규모의 목조 식물원이었으며, 각종 희귀 식물을 전시하였다.
1969년에 양옆에 돔 모양의 온실이 설치되어 있으나 창경궁 복원공사 중 철거되었다. 2004년 2월 6일 등록문화재 제83호로 지정되었다.

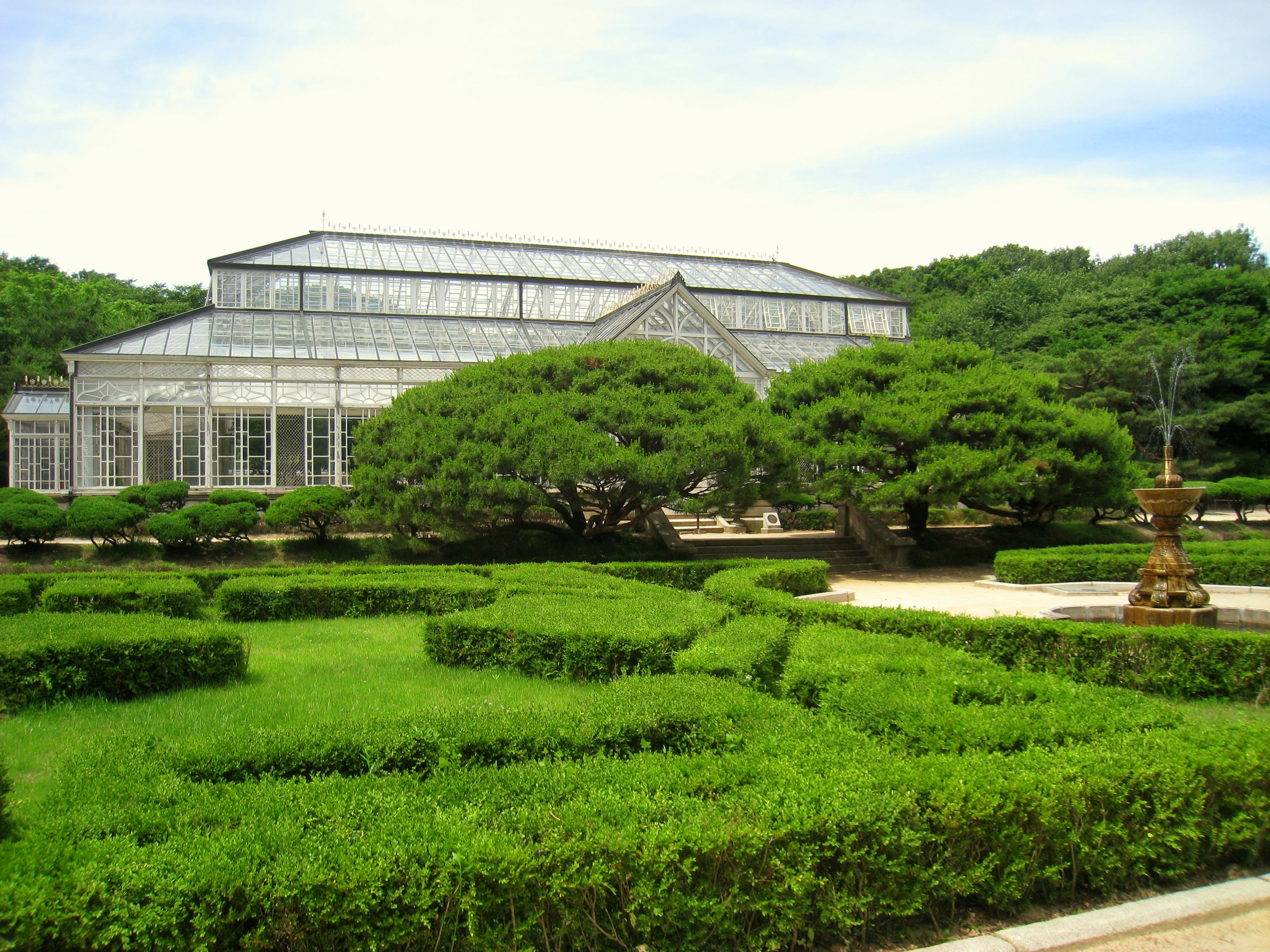
대온실과 온실 앞 정원
대온실의 입구

#### 관덕정
관덕정(觀德亭)은 1642년에 지었으며 활을 쏘던 정자였다. 앞쪽의 넓은 빈터는 군사 훈련과 무과시험장으로 쓰였다고 전한다. 정자 뒤로는 단풍 숲이 우거져서 여러 임금들이 단풍의 아름다움을 읊은 시가 전한다.

#### 관천대
보물 제 851호.
숙종 14년(1688년)에 세워진 천문 관측대. 첨성대(瞻星臺)라고도 한다.
높이는 2.2m이고, 계단을 통해 올라갈 수 있는 대 위에는 99cm의 받침대가 놓여 천문 관측기구를 설치할 수 있게 되어 있다.
처음에는 창덕궁 금호문 밖에 세워졌으나, 일제강점기에 이전되었다가 현재의 자리에 옮겨졌다.
관천대 위에는 별을 관측하는 기구인 소간의(小簡儀)가 놓였으나, 현재는 남아있지 않다.

#### 집춘문
집춘문(集春門)은 관덕정 북쪽, 성균관과 창경궁 사이의 담장에 난 궁문으로 문묘(文廟, 또는 성균관)가 마주 보이는 곳에 있다. 역대 임금들이 이 문을 거쳐 성균관으로 행차하였다. 일제시대때 성균관을 잇는 길을 없애버려 쓸모가 없어졌으나 2008년 성균관을 잇는 길을 종로구에서 복원하였다.

#### 과학의 문
창경궁과 국립어린이과학관 사이에 놓여 있는 문이다.
1973년 고 박정희 전 대통령의 명령으로 지어졌으며, 박정희 대통령의 친필이 걸려있다.
잠시 동안 폐쇄되었으나 최근에 개방되었다.

#### 월근문
정조가 어머니인 혜경궁 홍씨가 사도세자의 사당인 경모궁(현재 서울대학교병원 자리)에 편하게 가기 위해 세운 문이다.

#### 선인문
이 문 부근에서 장조(사도세자)가 뒤주속에서 운명했다는 이야기가 전해지고 있다.

#### 풍기대
조선시대 후기에 제작된 것으로 추정되는, 바람의 방향과 세기를 재는 풍기를 세웠던 창경궁에 있는 석대이다. 고려대학교 박물관 소장의 〈동궐도(東闕圖)〉에 화강석 풍기대 그림이 있다.

바람의 방향과 속도를 재는 기구인 풍기대

## 사라진 전각

#### 자경전
정조가 어머니인 혜경궁 홍씨를 위해 지었던 전각이다. 자경전에서는 경모궁이 한눈에 보였다고 한다. 고종때 경복궁 중건시 철거하여 경복궁의 자미당을 짓는데 활용했다. 일제때 장서각이 세워진 곳이다.
장서각은 1992년에 철거되었다.

#### 저승전
숙종의 모후이자 현종의 정비인 명성왕후 김씨가 이곳에서 승하했다. 경종이 왕세자 시절 거처하였기에 경종의 사후 경종의 계비 선의왕후 어씨도 이곳에서 살았다. 이후 사도세자의 동궁전이 되었다가 화재로 전소되었다.

#### 통화전
임금의 편전이었던 것으로 추정되고 있고 순조 33년 화재때 불탄 이후 아직도 중건되지 않았다.

#### 시민당
창경궁의 동궁전으로서 왕세자나 왕세제가 대리청정을 하거나 정무를 보던 곳으로 쓰였다. 여기서 시민이라는 뜻은 백성이 이익되게 하는 집이라는 뜻이다. 영조가 왕세제 시절 여기서 거처하였다.

#### 취선당
숙종 때 희빈 장씨가 거처했던 전각. 한중록 기록에 의하면 저승전 건너에 위치하였고, 영조시대에 저승전의 소주방으로 개조되었다. 영조 시대에 저승전과 함께 화재로 전소되었다.

#### 궐내각사
일제가 식물원과 동물원을 세우기 전만 해도 존재했었으나 1900년 초반에 동물원을 세우면서 다 헐어버렸다.

## 사건 사고

### 창경궁 방화 사건
2006년 4월 26일 방화범 채종기가 창경궁 문정전에 불을 질러 400여 만원 상당의 재산피해가 났지만 다행히 문짝만 타는데 그쳤다.

## 같이 보기
- 홍화문
- 명정전
- 경복궁
- 창덕궁
- 경희궁
- 덕수궁
- 종묘
- 서울대공원

## 참고 문헌
- 창경궁 - 문화재청이 운영하는 공식 홈페이지
- 《문화유적총람》, 문화재관리국, 1977